# Louis Coatalen
Louis Hervé Coatalen fut un ingénieur français (breton) et britannique né le 11 septembre 1879 à Concarneau, mort le 23 mai 1962. Il s'illustra dans l'automobile de tourisme et surtout de course ainsi que dans la motorisation aéronautique.
Fils d'un forgeron pont-l'abbiste et d'une hôtelière concarnoise, lui et son frère Fañch perdirent leurs parents encore mineurs. Leur oncle les recueillit chez lui à Pont-l'Abbé. Il envoya Louis étudier à Brest. Ses qualités lui valurent ensuite d'être inscrit par ce même oncle à l'Ecole des Arts & Métiers de Cluny. Il quitta la Bretagne pour devenir Gadzart de la promotion Cluny 1895, comme ses illustres devanciers Émile Delahaye, Charles Trépardoux (De Dion-Bouton), Charles Brasier (Richard-Brasier) et Louis Delâge (Delage). Louis Coatalen travailla d'abord à Paris chez Panhard & Levassor et Clément.

## Avec Hillman
En 1902 eut lieu son premier mariage qui finit par un divorce en 1906, à la suite de quoi il partit pour l'Angleterre, chez le constructeur britannique Humber. En 1907, il s'associa avec William Hillman, alors fabricant prospère de bicyclettes, au sein de la société « Hillman-Coatalen Motor Car Co. Ltd. » pour produire des automobiles à moteur dans les usines de Coventry (GB). Louis Coatalen, alors âgé de 28 ans, fut le concepteur de ces voitures, dont la première fut une 4 cylindres de 24/25 ch créée pour participer au Tourist Trophy. Mais elle eut un accident durant la course qu'elle ne put terminer. Les modèles que Coatalen créa par la suite furent des voitures de luxe.
Le 24 septembre 1908, lors de la « Four-inch race » (île de Man) gagnée par la Napier-Hutton de W. Watson, la Hillman-Coatalen (pilotée par Louis Coatalen lui-même) arriva neuvième et avant-dernière. L'autre voiture de la maison pilotée par Kenelm Lee Guiness ne put finir la course, comme la plupart des concurrents. La même année vit l'apparition du radiateur Hillman dont la forme resta inchangée jusqu'en 1930.

## Avec Sunbeam
En 1909, son projet de mariage avec la fille de William Humber échoua quand son associé et futur beau-père apprit qu'il était divorcé de sa première femme (dont il avait eu un fils). Peut-être fut-ce pour cette raison qu'il quitta la même année cette entreprise pour rejoindre (après un détour chez Singer) la Sunbeam Motor Car Company, chez qui il trouva sa deuxième femme, Olive Bath, fille d'un des directeurs de la société. À la suite de ce départ, la firme « Hillman-Coatalen » devint simplement « Hillman » et se dédia à la production de voitures plus modestes. Désormais « chief director » chez Sunbeam, Coatalen dessina la 14/18 cv, puis la 12/16 cv 2,4 litres, d'excellente réputation outre-Manche. 
En 1911, les usines Sunbeam de Wolverhampton produisirent 650 voitures cette année-là et Coatalen décida de construire des voitures de course. Il baptisa la première du nom de « Nautilus » et lui donna un nez original en forme de stylo. C'est sur ce prototype qu'il commença d'équilibrer les roues, s'étant rendu compte que cela améliorait le rendement. Il fut aussi le premier à intégrer la pompe à huile dans le carter et adopta l'usage des amortisseurs sur ses automobiles. Successeur de la Nautilus, la « Toodles II » remporta plus de succès sportif. En 1912, Les Sunbeam engagées à la Coupe de l'Auto obtinrent les 1re, 2e et 3e places, puis les 3e, 4e et 5e places du Grand Prix de France. Coatalen venait d'offrir à Sunbeam une notoriété internationale avec une version 3 litres de la 12/16 cv.
En 1913, la même voiture finit troisième au Grand Prix de France.
Durant la Grande guerre, Sunbeam motor car et Louis Coatalen participent à l'effort de guerre avec les moteurs « Liberty ». En 1916, une Sunbeam finit troisième à Indianapolis. En 1917, la Marine française passe commande à Alphonse Tellier de 315 hydravions de 23 m d'envergure motorisés par un Panhard-Levassor ou un Sunbeam 350 ch capables d'emporter 1 632 kg de charge utile. Il n'en sera livré que 35 unités en 1918 avant la fin des hostilités. En 1918, Alphonse Tellier prévoit la production du « VONNA », un hydravion transatlantique emportant un équipage de 3 hommes et un poste radio, pesant 9 tonnes à vide et 16 tonnes au décollage (dont un plein de 8 000 litres d'essence) et mu par 4 moteurs Sunbeam-Coatalen W18 de 450 ch. Nieuport associe 15 ingénieurs à son étude, mais le projet est abandonné en 1921 par la maladie et la mort des principaux promoteurs du projet.
Le 17 mai 1922, K. Lee Guiness atteint à Brooklands la vitesse de 215,182 km/h au volant du bolide Sunbeam 350HP équipée d'un moteur Sunbeam-Coatalen Manitou V12 de 18 322 cm³ développant 350 cv. Malcolm Campbell remporta le record de vitesse à terre en atteignant 235,217 km/h sur la plage de Pendine (Pays de Galles) avec la même voiture légèrement modifiée. Une Sunbeam 8 cyl. de 3 l pilotée par Chassagne remporte aussi le Tourist Trophy.
En 1923, c'est Henry Segrave, qui est vainqueur du Grand Prix de l'ACF à Tours, puis du Grand Prix d'Espagne sur une 6 cyl. Sunbeam. En 1925, La Sunbeam Super Sports finit deuxième aux 24 heures du Mans, derrière le vainqueur sur Lorraine-Dietrich, mais devant les Bentley. MM. Coatalen et Bentley s'étaient disputés au sujet de l'incidence des études de carrosserie des voitures de course sur la production de tourisme.
Le 29 mars 1927, pilotée par le major Henry O'Neal De Hane Segrave, la Sunbeam « Mystery S » 1000 hp de Coatalen battit le record mondial de vitesse (326,679 km/h ou 327,898 km/h) à Daytona Beach en Floride. Ce bolide était pourtant surnommé « the Slug » (la Limace) à cause de sa carrosserie enveloppante très aérodynamique, première du genre. The Slug mesurait 6,09 m pour 3 800 kg. Elle était mue par deux vieux moteurs d'avion Sunbeam-Coatalen Matabelle de 12 cylindres en V pour une cylindrée totale de 45 litres, développant 900 ch (1 000 ch pour la réclame) à 2 000 tr/min.
En 1931, Louis Coatalen quitta Sunbeam et la STD alors en crise, vendit ses parts et avec le produit réalisé prit la direction des freins hydrauliques Lockheed, acheta un yacht et une villa à Capri, tout en poursuivant ses recherches sur le moteur Diesel pour un six cylindres Panhard.
En seulement six mois, Coatalen conçut un moteur diesel d'aviation de 600 hp qui fut exposé au salon de l'aviation de 1936 à Paris. Il reprit aussi les usines françaises des bougies KLG qu'avait fondé (et vendu en 1927) son ami Kenelm Lee Guinness.
En 1935, nouveau et dernier mariage après son troisième divorce (d'avec Enid von Rallte).

## Distinctions
- Officier de la Légion d'honneur (1954)
- Président de la Société des ingénieurs de l'automobile (1953-1956)